# Échemiré
Échemiré là một xã trong vùng hành chính Pays de la Loire, thuộc tỉnh Maine-et-Loire, quận Saumur, tổng Baugé. Tọa độ địa lý của xã là 47° 33' vĩ độ bắc, 00° 10' kinh độ đông. Échemiré nằm trên độ cao trung bình là 53 mét trên mực nước biển, có điểm thấp nhất là 33 mét và điểm cao nhất là 101 mét. Xã có diện tích 16,98 km², dân số vào thời điểm 1999 là 466 người; mật độ dân số là 27 người/km².

## Thông tin nhân khẩu
| 1962 | 1968 | 1975 | 1982 | 1990 | 1999 |
| ---- | ---- | ---- | ---- | ---- | ---- |
| 479  | 530  | 466  | 462  | 491  | 466  |